# Wa-3
Wa-3 — тральщик Імперського флоту Японії, який взяв участь у Другій світовій війні.
Корабель, який належав до допоміжних тральщиків типу Wa-1, спорудили у 1942 році на верфі компанії Osaka Iron Works у Сакураджимі.
З липня 1942-го Wa-3 належав до 24-ї спеціальної військово-морської бази, яка належала до Другого Південного Експедиційного флоту (відповідав за операції в Індонезії), а з кінця листопада 1943-го до Четвертого Південного Експедиційного флоту (діяв на сході Індонезії, включно із західною частиною Нової Гвінеї). У серпні 1942-го тральщик пройшов до визначеного йому місця служби і в наступні три роки виконував ескортні та протичовнові завдання на сході Індонезії.
28 лютого 1943-го під час ескортування двох транспортів їх обстріляв ворожий підводний човен, що спершу діяв у надводному положенні. Під час його зіткнення Wa-3 скинув дві глибинні бомби по субмарині, що занурилась.
9 червня 1944-го тральщик підібрав двох членів екіпажу втраченого розвідувального гідролітака.
З 20 червня 1944-го корабель перепідпорядкували 26-й спеціальній військово-морській базі (так само Четвертий Південний Експедиційний флот).
29 червня 1944-го Wa-3 отримав наказ вийти з Кау (острів Хальмахера) на допомогу мінному загороджувачу «Цугару», який був потоплений підводним човном біля острова Моротай. Втім, тієї ж доби тральщик відкликали назад.
3 липня 1944-го Wa-3 отримав певні пошкодження унаслідок обстрілу з повітря.
Вранці 24 липня 1944-го невдовзі після виходу в охороні конвою, що прямував з Амбону до північно-східного завершення острова Целебес (Сулавесі), Wa-3 сів на риф, проте вже за 9,5 години був знятий за сприяння ще одного судна охорони — мінного загороджувача «Вакатака».
27 листопада 1944-го тральщик поцілила, але не вибухнула торпеда.
24 липня 1945-го Wa-3 пропав під час виконання чергового завдання.